# Miloš Forman
Miloš Forman (født Jan Tomáš Forman 18. februar 1932 i Tjekkoslovakiet, død 13. april 2018) var en amerikansk filminstruktør, manuskriptforfatter og skuespiller, der især er kendt for film som Gøgereden og Amadeus.
I sin ungdom i Prag studerede Forman manuskriptskrivning, og fra begyndelsen af 1960'erne instruerede han en række film i sit hjemland. Især Blondinens kærlighed fra 1965 og Brandmænd i fyr og flamme fra 1967 vakte international opmærksomhed. Forman var i Paris for at forhandle om sin første amerikanske film, da foråret i Prag blev slået ned af Warszawapagten. Han rejste ikke hjem og slog sig  ned i New York City, og han kom med visse besværligheder i gang med at lave film i USA.
I 1975 fik han sit helt store gennembrud med filmatiseringen af Ken Keseys roman, Gøgereden, der blandt andet indbragte Forman en Oscar for bedste instruktør. Han fik i 1977 amerikansk statsborgerskab, og ud over at lave  film, blev han professor i filmvidenskab ved Columbia University.

## Filmografi
Miloš Forman har bl.a. instrueret følgende film:
- Blondinens kærlighed (1965)
- Brandmænd i fyr og flamme (1967)
- Taking Off (1971)
- Gøgereden (1975)
- Hair (1979)
- Ragtime (1981)
- Amadeus (1984)
- Valmont (1989)
- Folket mod Larry Flynt (1996)
- Man on the Moon (1999)
- Goya's Ghosts (2006)